# Barrois
Barrois (Lorena de Bar-le-Duc) es una microrregión natural de Francia que cubre aproximadamente el cuarto suroeste del departamento de Mosa.
No debe confundirse con el condado, entonces ducado de Bar, que se extendía hasta la frontera de Metz y el ducado de Luxemburgo. Además, existe otro «Barrois» más al sur, el Barrois champenois, del que el «Barrois de Bar-le-Duc» está separado por las regiones de Perthois y Vallage.

## Geografía

### Localización
El Barrois original limita al norte con Argonne y Verdunois; al este con Woëvre, Voide y el país de Vaux; al sur con Bassigny; y al oeste con Blésois y Perthois.
Desde 1790 es un territorio en el suroeste del departamento de Mosa. La ciudad principal que puede considerarse su capital histórica es Bar-le-Duc. Barrois es, pues, el territorio que rodea a Bar-le-Duc.
En este artículo, y salvo indicación contraria, la zona designada con el nombre de Barrois retoma la extensión del actual Pays Barrois, que corresponde con bastante precisión con la región tradicional.

### Geografía física
El Barrois se forma esencialmente a partir de la meseta del mismo nombre. El punto más alto, en el departamento de Mosa, se sitúa tradicionalmente en el "Buisson d'Amanty", a una altitud de unos 425 m. Sin embargo, según el sitio web Géoportail, el punto más alto se encuentra en el municipio de Vaudeville-le-Haut, a 451 m de altitud.
El punto más bajo, por su parte, se sitúa en Remennecourt, con una altitud de aproximadamente 124 m.

### Hidrografía

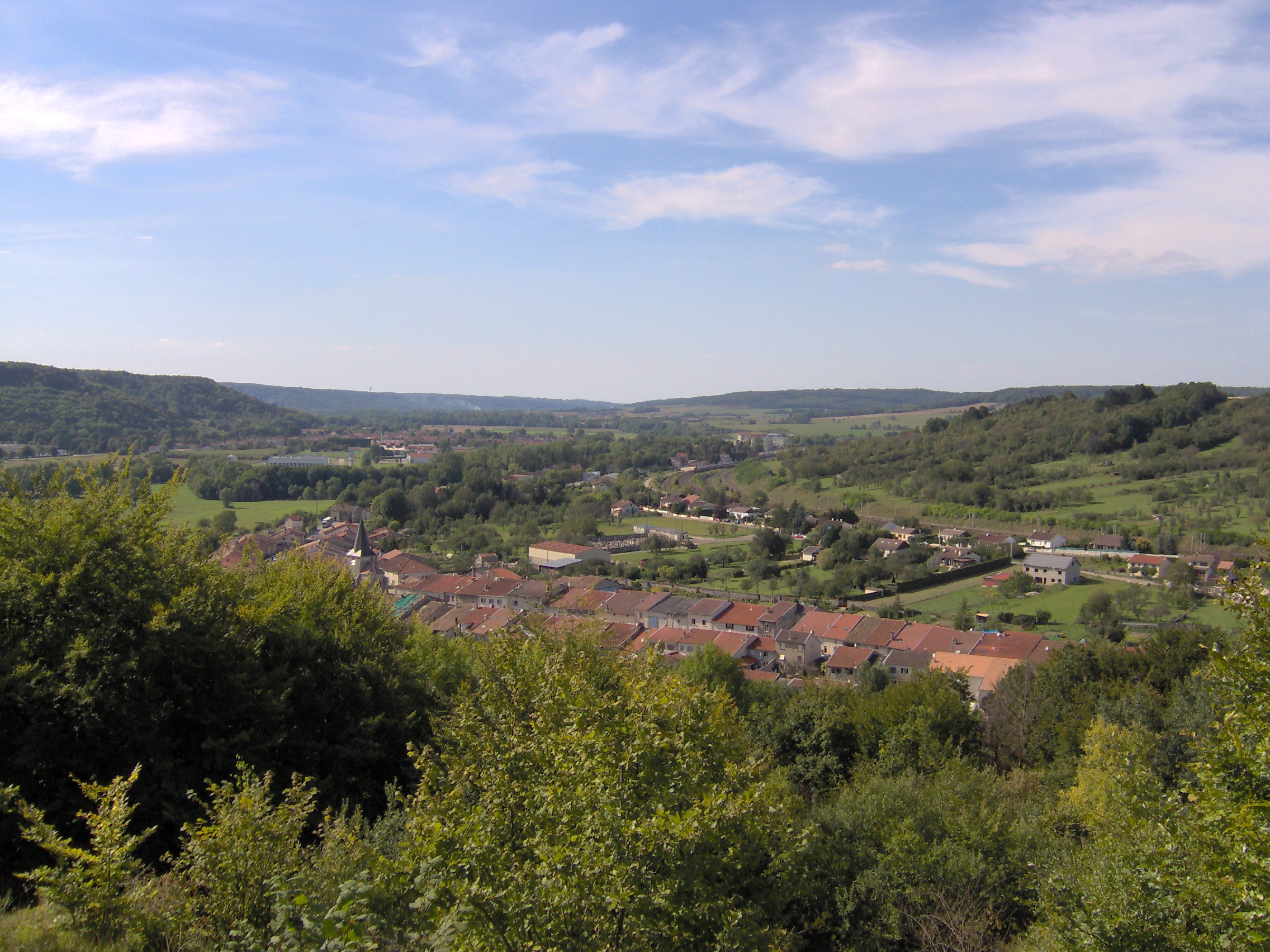
Vista general del valle del Ornain mirando río abajo, desde el mirador de la Virgen Negra en Nançois-sur-Ornain.

La meseta de Barrois forma parte de la cuenca del Sena. Dos ríos principales drenan el Barrois: el Saulx y el Ornain. Aunque este último parece más grande, es un afluente del Saulx. También se encuentra en la parte norte el Chée, también afluente del Saulx; este último desemboca en el Marne.

### Demografía
- Densidad: 41 hab./km²

## Toponimia
Atestiguado bajo la forma “in pago Barrinse” en el año 717, debe su denominación al antiguo nombre “Barrum” de Bar-sur-Aube, al que se añadió el sufijo de pertenencia “-inse”. El nombre “Barrum” proviene, a su vez, del galo “barro” («montaña»).

## Historia

### Período celta y galorromano
Originalmente, el actual Barrois cubría lo que era la parte occidental del territorio ocupado por el pueblo galo de los Leucos. En la zona había varios establecimientos importantes, como el oppidum de Boviolles o el de Fains-Véel, ambos situados a orillas del Ornain.
Bajo la fortaleza de Boviolles se fundó la ciudad de Nasium a partir del siglo I a. C. De la misma época se encuentran vestigios de un asentamiento humano, entonces llamado Caturige, en Bar-le-Duc.

### Edad Media
Felipe el Hermoso hizo pagar caro a Enrique III de Bar su alianza con los ingleses. Hecho prisionero en Brujas, Enrique III se vio obligado a firmar, en 1301, el famoso tratado por el que se reconocía como señor feudal del rey de Francia para la parte de sus Estados de Barrois situada al oeste del Mosa, hacia el Reino de Francia; éste es el origen del "Barrois móvil" y del "Barrois inmóvil". Desde entonces, todo lo que los condes y duques de Bar poseían en la orilla izquierda del Mosa se considera perteneciente a la corona de Francia.
En el siglo XV, el ducado de Bar volvió a la Casa de Lorena.
Barrois no volvió a ser parte de Francia hasta el 23 de febrero de 1766 junto con Lorena, tras la muerte de Estanislao Leszczynski, duque de Lorena y Bar por título y antiguo rey de Polonia.